# Mick Channon
Michael Roger „Mick“ Channon (* 28. November 1948 in Orcheston) ist ein ehemaliger englischer Fußballspieler und war dabei sowohl Torjäger für den FC Southampton als auch für die englische Fußballnationalmannschaft in den 1970er Jahren. Anschließend wurde er bekannt als erfolgreicher Trainer im Pferderennsport.

## Sportlicher Werdegang
Channon debütierte im Alter von 17 Jahren für Southampton im Jahr 1966 und erzielte dabei bereits ein Tor gegen Bristol City. Innerhalb von drei Jahren konnte er sich als bester Torschütze in einem meist unterdurchschnittlichen Verein der First Division etablieren.
Als er von Alf Ramsey für sein erstes Spiel im Oktober 1972 für die englische Nationalmannschaft gegen Jugoslawien im Wembley-Stadion eingesetzt wurde und beim 1:1 eine gute Leistung absolvierte, wurde er in zwei aufeinanderfolgenden Qualifikationsspielen zur WM 1974 in Deutschland eingesetzt. Er erzielte dabei im Februar 1973 beim 5:0-Sieg gegen Schottland im Hampden Park sein erstes Tor für England.
Im weiteren Verlauf des Jahres traf Channon erneut im Spiel gegen Wales und fügte zwei Treffer beim 7:0 gegen Österreich hinzu, bevor er dann von Ramsey erstmals in einem Pflichtspiel eingesetzt wurde, ein entscheidendes und letztendlich unglückliches Qualifikationsspiel für die WM 1974 in Deutschland gegen Polen, das im Wembley-Stadion stattfand. Die englische Mannschaft musste dabei die Partie gewinnen, um sich für das Turnier zu qualifizieren.
In seinem zehnten Länderspiel wurde Channon in dieser sehr offensiv ausgerichteten Mannschaft eingesetzt. Das Spiel war zumeist in der polnischen Spielhälfte verlagert, in der das englische Team sich bemühte, den defensiven Abwehrriegel zu überwinden. Channon scheiterte dabei häufig an dem extrovertierten aber auch leistungsstarken polnischen Torwart Jan Tomaszewski und die Begegnung endete mit 1:1. Die Dinge entwickelten sich dann noch schlechter für Channon, als sein Verein FC Southampton am Ende der Saison trotz der 21 Tore von Channon in die Second Division absteigen musste.
Channon hielt seinem Verein, trotz einiger Bedenken bezogen auf seine internationale Wettbewerbsfähigkeit, die Treue. Er spielte für das englische Team in einer Reihe von Freundschaftsspielen, traf dort dreimalig und war auch im folgenden Oktober weiterhin in der Mannschaft, als England mit den Qualifikationsspielen zur EM 1976 begann. Channon erzielte ein Tor gegen das Team aus der Tschechoslowakei und England gewann mit 3:0. Channons nächster Treffer für England war ein Freundschaftsspieltor gegen die Schweiz, wobei England gewann. In den verbleibenden zwei Qualifikationsspielen zur Europameisterschaft am Ende des Jahres 1976 traf Channon in beiden Partien. England jedoch verlor mit 1:2 gegen die Tschechoslowakei in Bratislava und spielte 1:1 gegen Portugal in Lissabon und konnte sich nicht für die Endrunde qualifizieren, wobei das tschechische Team anschließend Europameister wurde.
Das Jahr 1976 sollte dennoch zu einem besonderen Jahr für Channon werden. Obwohl Southampton weiterhin in der zweiten Liga spielte, konnte der Verein einen erfolgreichen Weg durch den FA Cup beschreiten und traf im Finale auf Manchester United. Obwohl Southampton eine Klasse niedriger spielte, galten sie als erfahrener gegen ein sehr jugendliches Team aus Manchester. Southampton gewann das Finale mit 1:0 und Channon hatte einen großen Anteil an dem späten, entscheidenden Tor von Bobby Stokes. Der FA Cup war somit der erste große Titelgewinn für Channon.
Einige Tage später traf Channon im Wembley-Stadion doppelt, als die Mannschaft von Nordirland mit 4:0 besiegt wurde; vier Tage später folgte ein erneuter Treffer gegen Schottland, wobei England jedoch mit 1:2 im Hampden Park unterlag. Bei einem Sommerturnier in den USA im Rahmen der 200-Jahr-Feier der Unabhängigkeitserklärung steuerte Channon in einem aufregenden Spiel, in dem England gegen Italien ein 0:2 in ein 3:2 umwandeln konnte, zwei Tore bei. Zwei Wochen später traf Channon erneut beim 4:1-Sieg gegen Finnland in Helsinki und startete damit gut in die Qualifikationsspiele zur WM 1978 in Argentinien, obwohl dieser Weg aufgrund der darauffolgenden Niederlage gegen Italien in Rom einen Rückschlag erhielt.
Im März des Jahres 1977 schoss Channon gegen Luxemburg im Wembley-Stadion wieder zwei Tore und half seinem Team, in die Spur für eine erfolgreiche Qualifikation zurückzukehren. Im weiteren Verlauf sollte England gegen die Prügelknaben aus Luxemburg einen weiteren hohen Sieg benötigen, um Italien noch zu überholen und damit die Qualifikation sicherzustellen. Channon war zu dieser Zeit in einer sehr guten Form und dies nährte die englischen Hoffnungen, einen hohen Sieg in Luxemburg erzielen zu können. Er erzielte sein 20. Tor beim 2:1-Sieg gegen Nordirland und ließ eine Woche später ein Elfmetertor gegen Schottland folgen. Dieses Spiel gestaltete sich jedoch chaotisch, denn, nachdem Schottland mit 2:1 gewann, strömten enthusiastische schottische Anhänger auf das Spielfeld, rissen eine Reihe von Rasenstücken für ein Souvenir heraus und beschädigten ein Tor.
Nur einen Monat später verließ Channon seinen langjährigen Verein aus Southampton, der weiterhin in der zweiten Liga spielte, um sich für eine Ablöse von 300.000 Pfund Manchester City anzuschließen. Manchester City hatte gerade die Vizemeisterschaft hinter dem FC Liverpool gewonnen, konnte aber in der neuen Saison die Leistung nicht bestätigen und Channon hatte Probleme, sich in die Mannschaft zu integrieren. Er erzielte zwölf Tore in seiner ersten und elf Tore in der zweiten Saison, aber seine anfänglichen Eingewöhnungsschwierigkeiten sorgten dafür, dass der Nationaltrainer Ron Greenwood auf ihn beim Qualifikationsspiel in Luxemburg im Oktober 1977 verzichtete. England gewann das Spiel „nur“ mit 2:0 und trotz eines Sieges im letzten Spiel gegen Italien reichte die Tordifferenz nicht aus, um sich für die Weltmeisterschaft zu qualifizieren. Channon kehrte auch nicht mehr in die Nationalmannschaft zurück, so dass er seinen 46 Länderspielen und 21 Toren nichts mehr hinzufügen konnte.
Channon kehrte im September 1979 nach Southampton zurück, die mittlerweile wieder in der ersten Liga spielten. Er war nun bereits über 30 Jahre alt und spielte weiterhin regelmäßig, obwohl seine Trefferquote mit nur jeweils zehn Meisterschaftstoren in den ersten beiden Spielzeiten schwächer wurde. Er wechselte im Jahr 1982 nach insgesamt 507 Spielen und 185 Toren für Southampton zu Newcastle United.
In Newcastle blieb Channon nicht einmal einen Monat, bevor er sich den Bristol Rovers anschloss. Seine intensive Fußballerkarriere ging nun offensichtlich seinem Ende entgegen, als ihm in neun aufeinanderfolgenden Spielen kein Tor gelingen sollte. Erneut wechselte er den Verein. In diesem Fall ging er zu Norwich City, wo er, im Alter von mittlerweile 34 Jahren, ein wenig zu seiner alten Stärke zurückfand. Er absolvierte dort 88 Spiele in drei Jahren und erzielte dabei 16 Tore und beschloss 1985 die Zeit in Norwich mit Erfolg und Misserfolg, als der Verein zwar durch einen 1:0-Sieg über den FC Sunderland den Ligapokal, Channons zweiter und letzter Trophäe, gewann, aber auch aus der ersten Liga abstieg. Channon wechselte daraufhin zum FC Portsmouth, bevor er sich endgültig vom Fußballsport zurückzog.
Während seiner langen Karriere war Channon berühmt für seine Art, ein geschossenes Tor zu feiern. Durch seine kreisenden Bewegungen des vollständig ausgestreckten rechten Arms machte er den Jubel in Form einer Windmühle bekannt.

## Pferderennen
Channon hatte bereits während seiner gesamten Fußballerkarriere ein spezielles Interesse am Pferderennsport und begann nach Beendigung seiner Fußballzeit zunächst als Assistenztrainer und im Jahr 1990 als lizenzierter Trainer. Er besaß anfänglich zehn Pferde.
Er wechselte zu dem Stall in West Ilsley/Newbury, der zuvor in Besitz von Königin Elisabeth II. war, und erhöhte die Anzahl seiner Pferde auf nahezu 200.
Im Jahr 2002 beendete er die Saison mit 123 Siegen und übertraf dabei die 100er-Grenze erstmals in seiner Karriere. Er ist einer sehr erfolgreicher Trainer. 2003 gewann er mit Imperial Dancer den Premio Roma.
Unter den Besitzern, die ihre Pferde unter der Obhut von Channon haben, sind alte Kollegen und Bekannte, darunter Kevin Keegan, Alan Ball und Sir Alex Ferguson.

## Erfolge
- FA-Cup-Sieger: 1976
- Torschützenkönig in der ersten englischen Liga: 1974